# Euparatettix parvus
Euparatettix parvus är en insektsart som beskrevs av Hancock, J.L. 1904. Euparatettix parvus ingår i släktet Euparatettix och familjen torngräshoppor. Inga underarter finns listade i Catalogue of Life.